# Vanda Electrics
ヴァンダ・エレクトリックス(Vanda Electrics)はシンガポールの自動車メーカー。

## 概説
ウィリアムズF1と共同で全固体電池を搭載する電気自動車を開発する。

## 製品

### ヴァンダ・デンドロビウム
2017年のジュネーヴモーターショーで発表された。ヴァンダ・デンドロビウムは固体電池と2台の電動機を備え、最高速度は320km/h、0-100km/h加速は2.7秒で内燃機関の車両と比較して遜色ない。開発、生産はイギリスで行う。

### Motochimp
Motochimpは小型の電動バイクで60分の充電で60km走行できる。48V、600Wのリアハブモーターを使用する。
- 車両重量　　　　： 50kg
- 全長／全幅／全高： 1,102mm／655mm／1,153mm
- ホイールベース　： 750.60mm
- 最低地上高　　　： 98mm
- シート高　　　　： 661mm